# لوسي فلمنج
لوسي فلمنج (بالإنجليزية: Lucy Fleming)‏ هي ممثلة بريطانية، ولدت في 15 مايو 1947 في نتلبد ‏ في المملكة المتحدة.

## وصلات خارجية
- لوسي فلمنج على موقع IMDb (الإنجليزية)
- لوسي فلمنج على موقع ألو سيني (الفرنسية)
- لوسي فلمنج على موقع أول موفي (الإنجليزية)
- لوسي فلمنج على موقع قاعدة بيانات الفيلم (الإنجليزية)
- لوسي فلمنج على موقع كينوبويسك (الروسية)